# Acalymma cryptogrammum
Acalymma cryptogrammum là một loài bọ cánh cứng trong họ Chrysomelidae. Loài này được Bechyne & Bechyne miêu tả khoa học năm 1968.